# Де Пьери, Серджо
Се́рджо Де Пье́ри (итал. Sergio De Pieri; род. 1932, Тревизо, Венеция) — итальянский органист.
Окончил Венецианскую консерваторию имени Марчелло как пианист и органист, ученик Фернандо Джермани и Ферруччо Виньянелли. 
В 1960-е гг. главный органист Собора Святого Патрика в Мельбурне и руководитель органного класса Мельбурнской консерватории. 
В 1972 году вернулся в Италию и преподаёт орган в Венецианской консерватории, одновременно являясь титулярным органистом базилики Санта-Мария-Глорьоза-дей-Фрари. Сохранив постоянные творческие связи с Австралией, является художественным руководителем или консультантом трёх австралийских музыкальных фестивалей.